# 材木座 (鎌倉市)
材木座（ざいもくざ）は、神奈川県鎌倉市の地名。現行行政地名は材木座一丁目から材木座六丁目。住居表示は六丁目の一部以外は実施済区域。

## 地理
鎌倉市の南東部に位置し、西に滑川をはさんで由比ガ浜、北西の一部で御成町、北に大町、東に逗子市小坪と接している。南は材木座海岸で相模湾に面する。

### 河川
- 滑川

### 地価
住宅地の地価は、2023年（令和5年）1月1日の公示地価によれば、材木座4-1-6の地点で23万8000円/m2、材木座6-12-27の地点で23万円/m2となっている。

## 歴史
名称は鎌倉時代に鎌倉七座（米座、相物座、博労座、炭座、材木座、絹座、千朶積座）という商工組合があり、これに由来する。江戸時代には材木座村と内陸側の乱橋（みだればし）村に分かれていたが、のちに合併して大字「乱橋材木座」となり、これが住居表示に伴い材木座一丁目-六丁目となった。
1915年（大正4年）7月15日には、町営海水浴場が開設された。

## 世帯数と人口
2023年（令和5年）9月1日現在（鎌倉市発表）の世帯数と人口は以下の通りである。
| 丁目         | 世帯数    | 人口    |
| ------------ | --------- | ------- |
| 材木座一丁目 | 449世帯   | 999人   |
| 材木座二丁目 | 462世帯   | 986人   |
| 材木座三丁目 | 696世帯   | 1,521人 |
| 材木座四丁目 | 287世帯   | 645人   |
| 材木座五丁目 | 641世帯   | 1,362人 |
| 材木座六丁目 | 462世帯   | 1,025人 |
| 計           | 2,997世帯 | 6,538人 |

### 人口の変遷
国勢調査による人口の推移。
| 年                 | 人口  |
| ------------------ | ----- |
| 1995年（平成7年）  | 6,371 |
| 2000年（平成12年） | 6,361 |
| 2005年（平成17年） | 6,703 |
| 2010年（平成22年） | 6,775 |
| 2015年（平成27年） | 6,703 |
| 2020年（令和2年）  | 6,561 |

### 世帯数の変遷
国勢調査による世帯数の推移。
| 年                 | 世帯数 |
| ------------------ | ------ |
| 1995年（平成7年）  | 2,399  |
| 2000年（平成12年） | 2,466  |
| 2005年（平成17年） | 2,701  |
| 2010年（平成22年） | 2,798  |
| 2015年（平成27年） | 2,820  |
| 2020年（令和2年）  | 2,892  |

## 学区
市立小・中学校に通う場合、学区は以下の通りとなる（2023年8月時点）。
| 丁目         | 番・番地等 | 小学校             | 中学校             |
| ------------ | ---------- | ------------------ | ------------------ |
| 材木座一丁目 | 全域       | 鎌倉市立第一小学校 | 鎌倉市立第一中学校 |
| 材木座二丁目 | 全域       | 鎌倉市立第一小学校 | 鎌倉市立第一中学校 |
| 材木座三丁目 | 全域       | 鎌倉市立第一小学校 | 鎌倉市立第一中学校 |
| 材木座四丁目 | 全域       | 鎌倉市立第一小学校 | 鎌倉市立第一中学校 |
| 材木座五丁目 | 全域       | 鎌倉市立第一小学校 | 鎌倉市立第一中学校 |
| 材木座六丁目 | 全域       | 鎌倉市立第一小学校 | 鎌倉市立第一中学校 |

## 事業所
2021年（令和3年）現在の経済センサス調査による事業所数と従業員数は以下の通りである。
| 丁目         | 事業所数  | 従業員数 |
| ------------ | --------- | -------- |
| 材木座一丁目 | 35事業所  | 351人    |
| 材木座二丁目 | 26事業所  | 146人    |
| 材木座三丁目 | 37事業所  | 162人    |
| 材木座四丁目 | 12事業所  | 38人     |
| 材木座五丁目 | 36事業所  | 173人    |
| 材木座六丁目 | 53事業所  | 316人    |
| 計           | 199事業所 | 1,186人  |

### 事業者数の変遷
経済センサスによる事業所数の推移。
| 年                 | 事業者数 |
| ------------------ | -------- |
| 2016年（平成28年） | 200      |
| 2021年（令和3年）  | 199      |

### 従業員数の変遷
経済センサスによる従業員数の推移。
| 年                 | 従業員数 |
| ------------------ | -------- |
| 2016年（平成28年） | 1,129    |
| 2021年（令和3年）  | 1,186    |

## 交通
- 国道134号

## 施設
- 材木座海岸
- 光明寺
- 九品寺
- 来迎寺
- 長勝寺
- 実相寺
- 補陀洛寺
- 蓮乗院
- 千手院
- 延命寺
- 五所神社
- 由比若宮（元八幡、en:Moto Hachiman） - 鶴岡八幡宮の元となった神社。鶴岡八幡宮とともに史跡となっている。
- 鎌倉市立第一中学校

## その他

### 日本郵便
- 郵便番号 : 248-0013[3]（集配局 : 鎌倉郵便局[18]）。